# Salame Brianza
Il Salame Brianza è un salume a Denominazione di origine protetta (DOP).
Il Salame Brianza è un preparato a base di carne suina a Denominazione di Origine Protetta, originario dell’area denominata Brianza. Essa è prevalentemente composta da comuni oggi appartenenti alla Provincia di Lecco, della quale costituisce la parte sud-occidentale, e da alcuni comuni della Provincia di Como oltre ad un piccolo numero di comuni della Provincia di Monza e Brianza, un tempo appartenenti alla Pieve di Agliate.
La difesa e la tutela del prodotto è assegnata al Consorzio Salame Brianza.
Le carni suine che vengono impiegate nella produzione del Salame Brianza provengono da allevamenti della Lombardia, Emilia Romagna e Piemonte.
Il Salame Brianza può essere prodotto a grana fine e a grana grossa in base alla modalità di macinatura della pasta. La ricetta regolamenta gli ingredienti (carni suine, sale, pepe in pezzi o pepe macinato e talvolta vino) e le quantità, oltre che i tempi e le modalità per l’asciugatura e la stagionatura che variano in funzione del diametro del salame.

## Storia
Le prime testimonianze storiche dell’allevamento suino nel territorio lombardo, da cui ha origine la tradizione del Salame Brianza D.O.P., risalgono all’antica Grecia ed al periodo romano. Le popolazioni galliche insediate nel territorio brianzolo poi elaborarono e perfezionarono le tecniche di sviluppo e conservazione delle carni suine.
La produzione dei salumi in realtà però risale all’epoca lombarda e venne ottimizzata grazie all’azione degli ordini monastici presenti sul territorio lombardo i quali incoraggiarono la lavorazione e la vendita dei prodotti derivanti dalle carni suine.

## Forma
Il Salame Brianza ha una forma cilindrica e si presenta con una consistenza della pasta compatta e di colore rosso rubino.

## Stagionatura
La stagionatura del Salame Brianza può variare tra le 3 e le 15 settimane a seconda della pezzatura e avviene nel territorio della Brianza.